# Trubkino
Trubkino (russisch Трубкино, deutsch Gehlblum) ist ein Ort in der russischen Oblast Kaliningrad. Er gehört zur kommunalen Selbstverwaltungseinheit Stadtkreis Gurjewsk im Rajon Gurjewsk.

## Geographische Lage
Trubkino liegt 17 Kilometer östlich von Kaliningrad (Königsberg) an der Kommunalstraße 27K-031 (alte Trasse der Föderalstraße A229, ehemalige deutsche Reichsstraße 1). Bis zur neuen A229 sind es zwei Kilometer. Bis 1945 war das damalige Gehlblum Haltepunkt an der Bahnstrecke von Königsberg (Preußen) (heute: Kaliningrad) über Prawten (Lomonossowo) nach Possindern (Roschtschino) und Tapiau (Gwardeisk) der Königsberger Kleinbahn, die nicht mehr in Betrieb ist.

## Geschichte
Das früher Gehlblum genannte Gutsdorf wurde 1874 in den neu errichteten Amtsbezirk Heiligenwalde (heute russisch: Uschakowo) eingegliedert. Er gehörte zum Landkreis Königsberg (Preußen) (1939 bis 1945 Landkreis Samland) im Regierungsbezirk Königsberg der preußischen Provinz Ostpreußen. Im Jahre 1895 lebten 32 Einwohner in Gehlblum, das zu Beginn des 20. Jahrhunderts in die Landgemeinde Pogauen (heute russisch: Wyssokoje) eingegliedert wurde.
Infolge des Zweiten Weltkrieges kam Gehlblum mit dem nördlichen Ostpreußen zur Sowjetunion. Im Jahr 1950 erhielt der Ort die russische Bezeichnung Trubkino und wurde gleichzeitig dem Dorfsowjet Nisowski selski Sowet im Rajon Gurjewsk zugeordnet. Von 2008 bis 2013 gehörte Trubkino zur Landgemeinde Nisowskoje selskoje posselenije und seither zum Stadtkreis Gurjewsk.

## Kirche
Die Bevölkerung Gehlblums war vor 1945 fast ausnahmslos evangelischer Konfession. Das Dorf war in das Kirchspiel der Kirche Heiligenwalde (heute russisch: Uschakowo) eingepfarrt. Es gehörte zum Kirchenkreis Königsberg-Land II innerhalb der Kirchenprovinz Ostpreußen der Kirche der Altpreußischen Union. Letzter deutscher Geistlicher war Pfarrer Paul Kortzitzki.
Heute liegt Trubkino im Einzugsbereich der Auferstehungskirche in Kaliningrad (Königsberg). Sie ist die Hauptkirche der Propstei Kaliningrad der Evangelisch-lutherischen Kirche Europäisches Russland (ELKER).